# スーザン・ショーン・ハルジョ

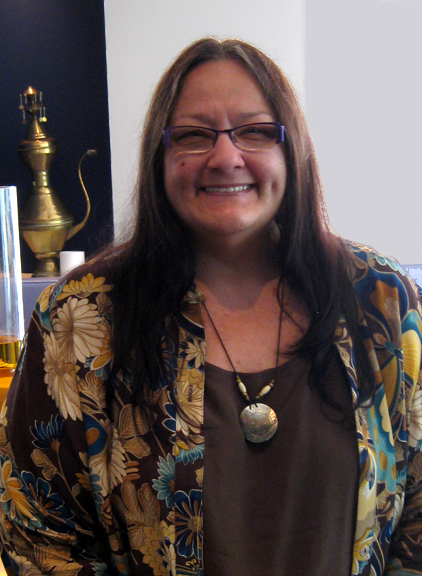
スーザン・ショーン・ハルジョ（2009年撮影）

スーザン・ショーン・ハルジョ（1945年6月2日 - ）は、アメリカ・インディアンの民族運動家、詩人、作家、教育者、ジャーナリスト、キュレーター、人権活動家。

## 来歴
1945年6月2日、オクラホマ州エル・レノにシャイアン族・ホドゥルギー・ムスコギー族として生まれ、オクラホマのベッグスにあるムスコギー族用の「割り当て地」（Allotment）で育った。「割り当て地」というのは、オクラホマが19世紀末に、インディアン保留地の保留を解消し、白人入植者用に「放出」した際の、インディアン用に「割り当てた」土地のことである。
電気も水道もない極貧の家庭でスーザンは11年間過ごした。当時の彼女にとっての「豊かさ」は、「氷を入れた水を飲む」ということだった。スーザンは合衆国と最後まで戦ったシャイアン族・アラパホー族の、戦士の精神の中で育ったと語っている。彼女の曾祖父は、シャイアン族の戦士、ブル・ベアーだった。
12歳から16歳までの間、スーザンは米兵だった父親とともに米軍駐留地であるイタリアのナポリで過ごした。ナポリの人々の大家族的な暮らしは、オクラホマのインディアンとよく似ていて親近感を覚えたという。スーザンは父母の影響でシャイアン族とムスコギー族の口承に興味を持ち、詩を書き始め、12歳のときに彼女の詩がナポリの雑誌に掲載された。
家族ともに米国へ帰った後、スーザンはニューヨークでラジオと劇場のプロダクションで働いた。そこで出会ったフランク・レイ・ハルジョ（オクラホマ・ムスコギー族）と結婚し、二人の子をもうけた。以後のスーザンの民族運動は、この1960年代中期に始まった。彼女は信教の自由とインディアンの権利をテーマに、ニューヨークのFM局「WBAI」で週2回、『Seeing Red』というラジオ番組を夫と二人で始めた。これはインディアンに関するニュースと解説を主とした、全米初となる番組だった。また同時に、局のドラマと文芸の責任者を勤め、脚本込みで番組を数百本製作し、即興劇団である「スパイダーウーマン劇場」設立を助けた。またギルバート劇場やサリヴァン劇場の公演で女優を務め、歌も歌っている。
1970年代には、国際女性デーに合わせ、アリス・ウォーカーやニッキ・ジョバンニら20人女性作家の一人として、ニューヨークの「Women's Voices at Town Hall」で「儀式の集会」とする詩を朗読した。
1972年、「アメリカインディアン運動（AIM）がワシントンD.C.で「BIA本部ビル占拠抗議」を決行。「WBAI」スタッフとして夫と二人で占拠ビルを訪問。支援を行っている。

### 運動家となる
1974年、アメリカインディアンの権利問題に本格的に取り組むべく、ワシントンD.C.へ移った。ワシントンでスーザンは、インディアンの権利を扱う2つの法律事務所で、立法上の交渉役を勤めた。
1978年、「アメリカインディアン国民会議」（NCAI）に加わり、ジミー・カーター大統領から、「インディアンの領土と部族の政府の、地位と税に関する保護法案」の起草スタッフ及び議会交渉役に任命された。1980年代に入り、政権が共和党に代わると、合衆国は部族学校の支配権の州への委譲、インディアンプログラムの予算削減などの方針を打ち出した。スーザンはこのレーガン政権と真っ向から闘うこととなり、インディアン条約上の権利、個々の市民的自由、領土返還、環境保護、および「インディアン部族」としての連邦再認識など、連邦政府が1950年代に取り組んだ「インディアン絶滅政策」の結果、「インディアン部族」として「絶滅した」ことにされた部族の生存権に関わる連邦訴訟を援護し続けた。
スーザンの政治的働きかけによって、シャイアン族、アラパホー族、ダコタ・スー族、ズーニー族、タオス・プエブロ族、マシャンケット・ペコー族など、数多くのインディアン部族がその領土、あるいは部族そのものを復活させた。合衆国から返還させたインディアン部族の領土は、聖地を含み、約4050㎢に及んでいる。
また、法律面では、第三者に対するインディアンの損害賠償訴訟の権利を広げ、インディアン児童保護法、「インディアンの領土と部族の政府の、地位と税に関する保護法案」など、450以上の法案を実現させた。その一部に、1978年の「アメリカインディアンの宗教の自由法」（American Indian Religious Freedom Act）、1989年の「国立アメリカ・インディアン博物館法」（National Museum of the American Indian Act）、1990年の「アメリカ先住民の墓地の保護と返還法」（NAGPRA）といった、インディアンの文化保護と発展のために重要なものを含んでいる。
1984年、スーザンは「NCAI」の専務に戻り、6年間に渡って同団体でインディアンの法律上の訴訟案件と文化保護のためロビー活動に専念した。レーガン政権はインディアンに対する連邦融資の大幅削減を行い、その直接的影響を受けた200万人のインディアンの代理者となった。スーザンの最大懸念のひとつは、保留地における健康環境の悪化だった。レーガンの打ち出した連邦融資削減は、保留地の健康施設の運営を直撃した。健康管理システムの低下は、ただでもガン、糖尿病、自殺とアルコール中毒の高い発生率に苦しむインディアンに、さらに死亡率を高めさせるものとなったのである。

### 「モーニングスター研究所」の設立
1984年、スーザンはワシントンD.C.に「モーニングスター研究所」を創設し、代表となる。この組織は、「神聖なる大地」と、「部族の名、象徴、歴史、音楽の保護」のための文化的な権利方針の確立を目標としており、インディアンの芸術文化、伝統的な権利をテーマに、若者たちを相手に主導者訓練のためのイベントを後援している。またこのなかで、インディアン児童の文化的な生き残りのための「Healing of Mother Earth and Her Children」の共同創設者も任じている。
スーザンは、長年にわたる自身の運動の原理は、彼女の子供と孫の文化遺産の保護だとし、こう述べている。 「私たちは自分たちの家族を通して、常に数世代を通して同胞の権利を護ろうとしています。それは私自身をどのように明確にするかということでもあります。私は、母親なのです。」
2008年に、アリゾナ大学最初の「ヴァイン・デロリアJr.殊勲賞」奨学生になった。フランク・レイとの間にデューク・ハルジョととアドリアネ・ショーン・ディヴェニーの二子がある。アドリアネは女優、芸術家、詩人で夫のジョン・アラン・ショーンも芸術家だった。

## 反「インディアン･マスコット」運動
スーザンはNFLの「ワシントン・レッドスキンズ」に対して、「レッドスキンズ」（赤い肌）のチーム名とチームロゴが「インディアンの文化を卑しめている」として、その廃棄を求めてヴァイン・デロリア・ジュニアやマテオ・ロメロらとともに1992年9月12日に米国特許商標庁で起こした訴訟の7人の原告団の一人としても知られている。
全米フットボール協会は訴訟に対して、憲法修正第1条の「言論の自由」を盾にとった。特許商標庁の審査員は全員インディアンに有利な判決を下したが、最高裁判所はインディアン側敗訴の判決を下した。特許商標庁はなおも、この案件は再検討に値するとスーザンらに同意している。　現在、この訴訟は「Blackhorse et al v. Pro Football」として、インディアンの若者たちが原告団となって引き継がれている、（→Harjo et al v. Pro Football, Inc.、Pro-Football, Inc. v. Harjo）
スーザンたちは、オクラホマ大学のインディアン・マスコットの「リトル・レッド」の使用廃止に成功している。ダートマス大学の「インディアンズ」の名も、スーザンらの抗議によって変更されるなど、全米のかなりの数の高校・大学が、「インディアン」に関連する名前やマスコットの使用を廃絶している。1994年の「ロサンゼルスタイムズ」紙のインタビューで、スーザンはこうコメントしている。「こうした名称の変更には、本当に励まされます。それはアメリカが成長し、人種差別に対して光を当て始めた、本当に良い兆しです。」
スーザンのインディアン民族のステレオタイプ像に対するもう一つの取り組みの対象はハリウッド映画であり、『ダンス・ウィズ・ウルブズ』、『ラスト・オブ・モヒカン』、『シャイアン』といった映画におけるインディアンの描写に関して、「白人中心のプレゼンテーションと制作による、『インディアンらしさ』の押し付けが偏見とステレオタイプを強化していく」として反対意見を述べている。
「インディアンのステレオタイプ」、つまり「高貴な野蛮人」だとか「姫」だとか「スコウ」、「凶暴な戦士」といった、ハリウッド映画におけるインディアン･イメージの固定化は、インディアンが激しく批判抗議する対象である。
スーザンは『ダンス・ウィズ・ウルブズ』については、「『ダンス・ウィズ・ウルブス』が示したものは、『インディアンの題材はお金を意味する』ということでした」と述べている。一方、テレビドラマの『たどりつけばアラスカ』でのインディアンの描かれ方は褒めている。先述の「ロサンゼルスタイムズ」紙のインタビューで、スーザンはこうコメントしている。

## 反「鷲保護法」運動
インディアンは儀式のために、鷲の羽根や骨、脚などを使うが、これは20世紀に入って「鷲保護法」として、合衆国による制限の対象となった。スーザンはこの儀式のための鷲の使用を巡って、連邦政府と激しく争っているインディアン運動家の一人である。
連邦は現在、事故死したり不法に殺された鷲の死骸を、連邦の倉庫で保管しており、インディアンの儀式用にこれを提供している（鷲の絶滅危惧指定は2007年に撤廃された）。連邦は儀式使用に限ってはインディアンに鷲を撃ち殺す許可証を発行している。しかし、1997年にニューメキシコで、2005年にはワイオミング州で、「サンダンスの儀式」のために鷲を射殺したとしてインディアンの男性が起訴されている。現在、鷲の使用についての連邦許可を待つインディアンの累積数は、5000人に上っている。
スーザンは連邦政府への抗議の中で、こう述べている。 「覗き見をやめてください。あなたがたはこの特定の男性の宗教の詳細についてあれこれ調べる必要はありません。」

## 「スローフード運動」
スーザンはインディアンが抱える肥満と糖尿病、失明、突然死の予防には食生活の改善が欠かせないものとして、伝統食への復帰を掲げ、スローフード運動にも取り組んでいる。ことに、19世紀末にインディアンに広まった「揚げパン」の悪影響を挙げて、インディアン運動家たちと共に「Frybread Kills（揚げパンは健康に有害）」のスローガンを掲げ、この食べ物の根絶キャンペーンを行っている。
インディアンが保留地に幽閉された19世紀末から、合衆国は彼らの伝統的な狩猟や採集を禁じ、「インディアン条約」に基づいて領土と引き換えに補償した「年金」として食料配給を始めた。「支援食品」の名のもとに配給されるこの食糧は、小麦粉や砂糖やラード、バターなど、高カロリーで高脂肪なものばかりだった。インディアンの女性たちは、偏ったこれらの食材を工夫して「揚げパン」という食べ物にした。やがてこれは「インディアンの伝統食」として、彼らの食卓の首位に立ってしまった。スーザンは「揚げパン」がインディアンにとっての第二の「火の水」（酒）だとし、その問題点として不健康さを指摘している。
スーザンらの運動にもかかわらず、「揚げパン」はすっかりインディアンの食生活に根を張ってしまっていて、その改善運動ははかばかしくないことをスーザンも認めている。「それはおいしいのです。そして反対運動を難しくしています」。
スーザンは配給に頼る食生活と、これに対峙する伝統食運動は、インディアンの経済と環境に直結した問題と捉えている。